# ブラック・アンド・ホワイト・イン・カラー
『ブラック・アンド・ホワイト・イン・カラー』（La Victoire en chantant）は、ジャン＝ジャック・アノー監督による1976年の映画である。アノーの監督デビュー作であり、第一次世界大戦時のアフリカを描く。
第49回アカデミー賞の外国語映画賞にはコートジボワール代表として出品され、受賞を果たした。

## キャスト
- ジャン・カルメ（英語版）
- ジャック・デュフィロ（英語版）
- カトリーヌ・ルヴェル（英語版）
- ジャック・スピエセル（英語版）